# Зауерланд
Зауерланд (нім. Sauerland) — гірський регіон на заході Німеччини, земля Північний Рейн-Вестфалія.

## Етимологія
Перша документальна згадка назви Sauerland, у формі Suderland датована 1226 роком. Після 1400 року літера d у назві почала поступово зникати. Ймовірніше за все, слово Sauerland походить від словосполучення «південна країна» нім. Süden Land. Згідно з іншою теорією, назва Sauerland походить від слова Sauer, що в перекладі означає кислий. Лінгвістично, частка «suder-» схожа на старосаксонське sûðar («південний»).

## Географія
Регіон Зауерланд розташований переважно у південно-східній частині землі Північний Рейн-Вестфалія. На сході регіон межує із землею Гессен. В адміністративному плані територія Зауерланду входить в межі округів Арнсберг та Кассель.

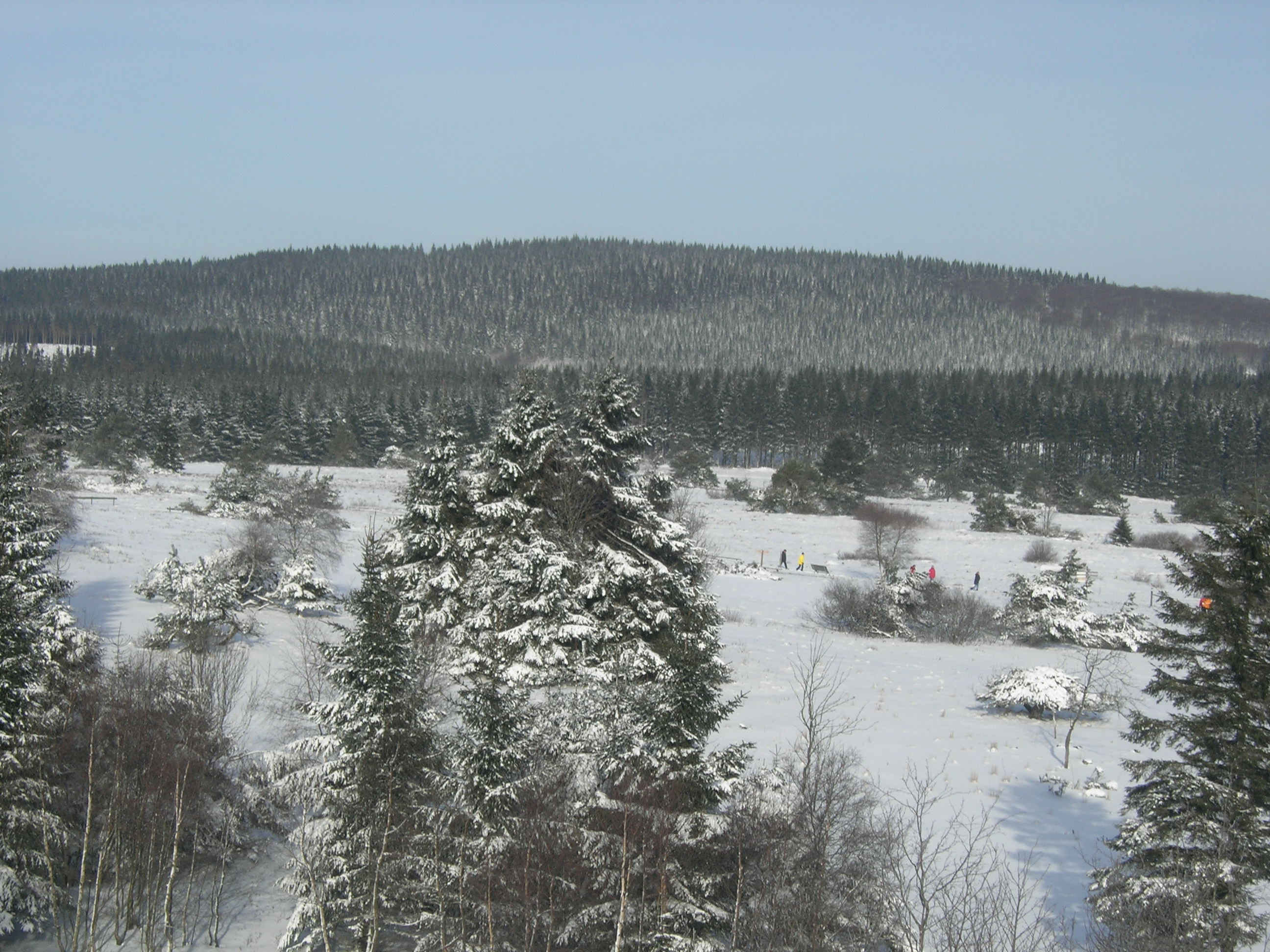
Вигляд гори Лангенберг взимку

Ландшафт Зауерланду — Середньо-високі гори середньо-високий гірський, густо вкритий лісами. Цей регіон рідко заселений. Найбільшими містами тут є Ізерлон (близько 100 тис. жителів) та Арнсберг (близько 80 тис. жителів). Інші міста: Зост, Ольпе, Альтена, Люденшайд, Мешеде, Менден.
Гірський масив Зауерланду утворюють такі гірські хребти:
- Ротхааргебірге
- Еббегебірге
- Леннегебірге
- гори Заальгаузен
- плато Північний Зауерланд

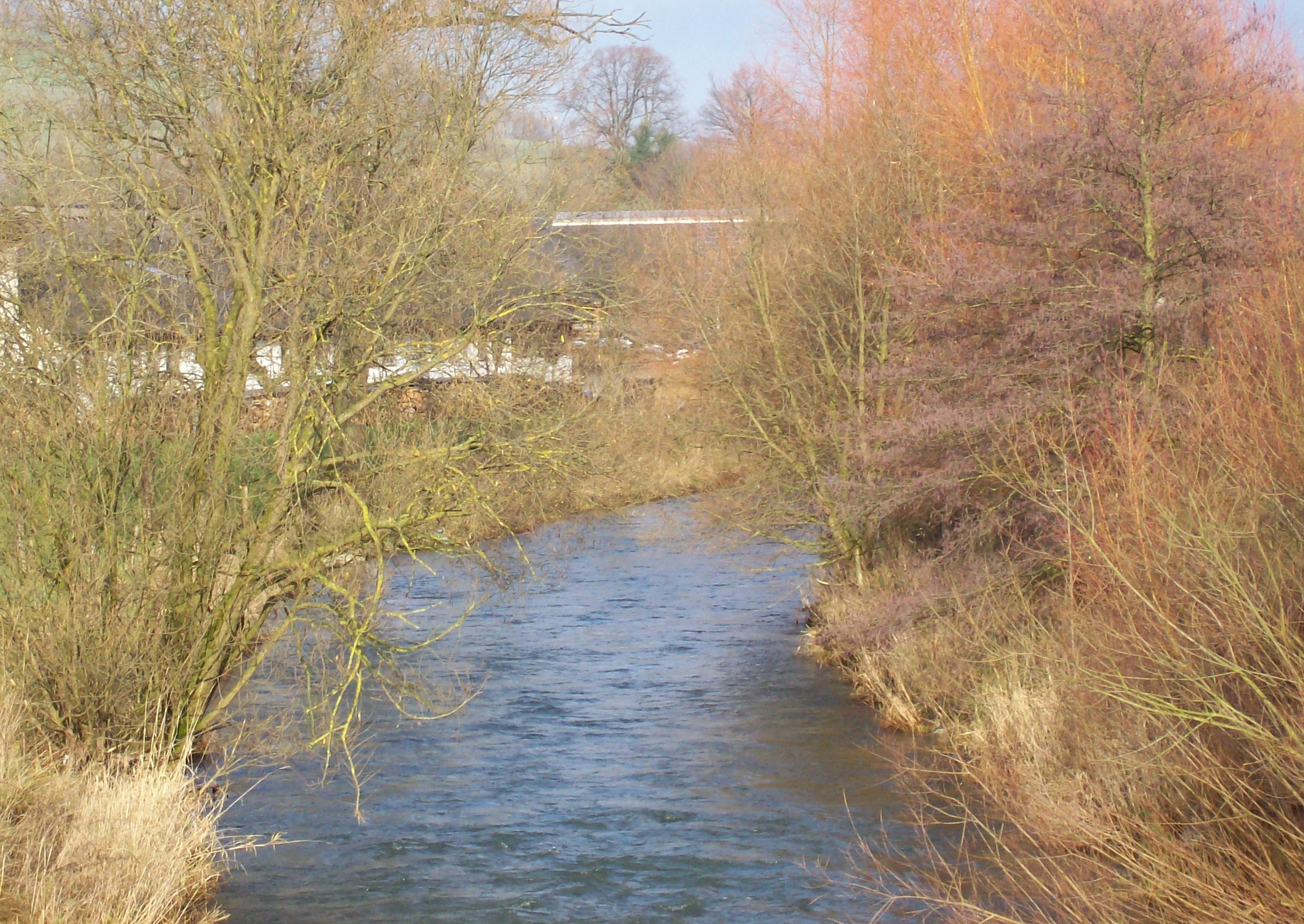
Річка Венне у Мешеде-Берге

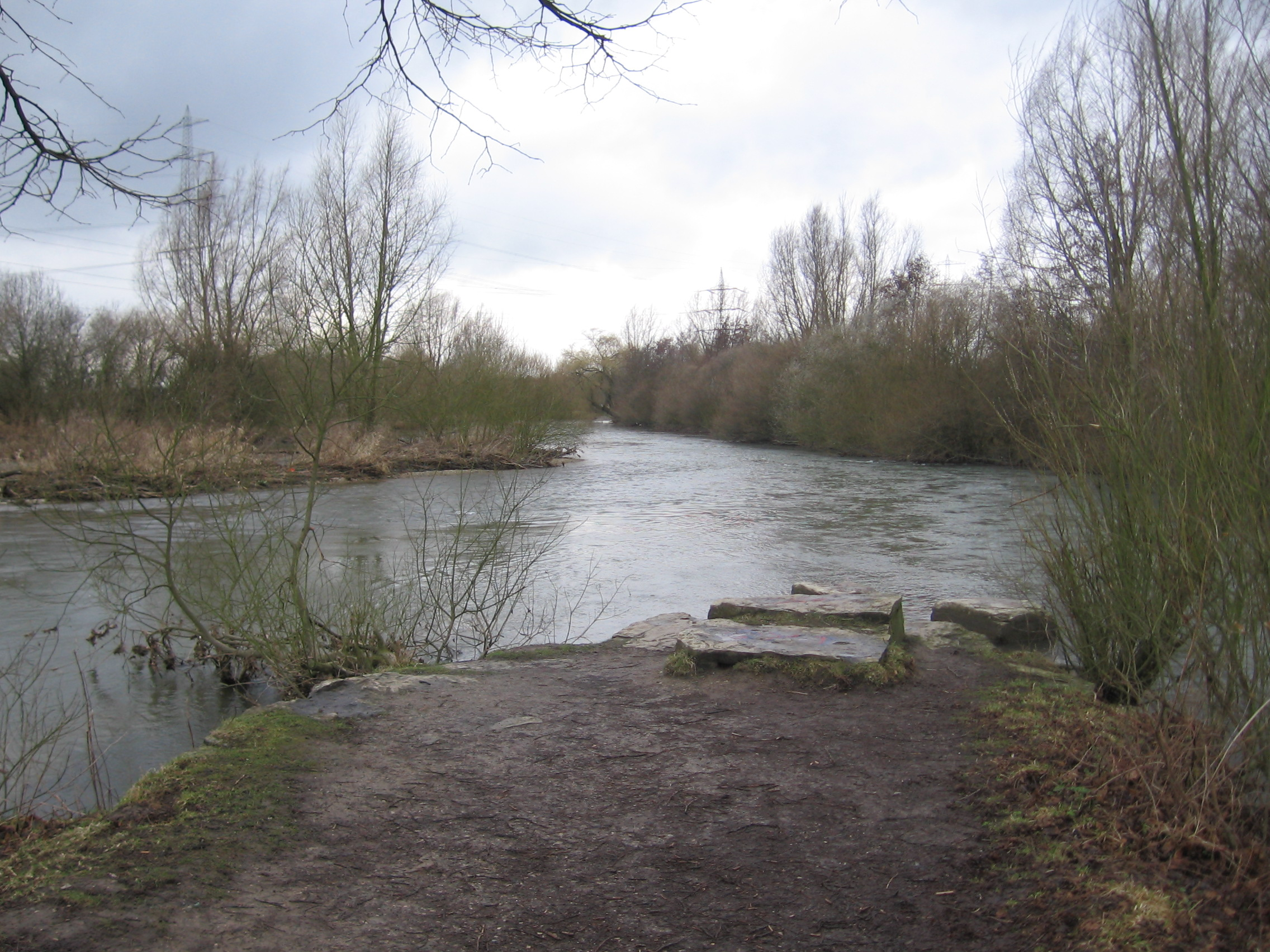
Злиття річок Альме (ліворуч) та Ліппе (праворуч)

Найвищою точкою усієї гірської системи є вершина Лангенберг (843,2 м) у Ротхааргебірге. Серед інших гір слід відзначити Хегекопф (842,9 м) та Калера Астенія (841 м) — також у Ротхааргебірге, та Хімберг (687,7 м) у горах Заалхаузер.
Через район Зауерланда проходить з півночі на південь вододіл річкових систем Рейну та Везера. Найбільша, західна частина цієї території через системи річок Рур та Ліппе пов'язана з Рейном. Найзначніші річки Зауерланда:
- Система Руру:
  - Хенне
  - Еннепе
  - Мьоне
  - Ельпе
  - Рьор
  - Венне
  - Зорпе

- Система Везера:
  - Дімель
  - Едер

- Система Ліппе:
  - Альме
  - Афте

У регіоні знаходяться кілька великих озер-водосховищ, створених після 1899 року за рахунок будівництва гребель на місцевих річках. Найзначніші серед них: Біггерзее, Мьонезее, Зорпезее та Хеннезее.

## Історія
Територія Зауерланду була заселена вже в епоху палеоліту. Розкопки середини 1930-х років виявили поблизу Рютена стоянку первісних мисливців, які жили в регіоні в період останнього льодовикового періоду. Археологами в печері Блеттерхеле знайдені останки людей, що жили тут в епоху мезоліту (найдавніші у Вестфалії останкі Homo sapiens).
Виявлено численні мезолітичні стоянки з великою кількість предметів побуту давньої людини, серед них — мідний кинджал віком приблизно 4300 років. До бронзової доби належать курганні поховання, в одному з яких була виявлена так звана «Бронзова амфора з Гевелінгхаузена» — одна з найважливіших знахідок епохи бронзової доби в Німеччині. У залізну добу на території Зауерланду почався видобуваток залізної руди.
У I столітті на територію Зауерланду приходять римляни, однак вони не змогли тут закріпитися. Територія ця аж до VII століття включно була заселена германськими племенами сігамбрів та бруктерів франкського походження. У 693–695 роках їх землі були завойовані саксами. За часів правління Карла Мартела почалося відвоювання цих територій франкським королівством — його завершив Карл Великий у 770-ті роки. Франкська «реконкіста» супроводжувалася християнізацією місцевого населення.
Після смерті Карла Великого і розпаду його держави Зауерланд входить до складу племінного Саксонського герцогства. На його території утворюються як світські, так і церковного підпорядкування напівнезалежні володіння — графства Марк, Альтена, Верлен та ін. У XII столітті одним з найбільших землевласників Зауеланду стає архієпископ Кельнський, якому належав також титул герцога Вестфальського. Його експансії протистояли графи Арнсберг та Марк. У вирішальній битві при Воррінгене у 1288 році армія архієпископа Зігфріда фон Вестербурга була розгромлена, а сам він узятий в полон.

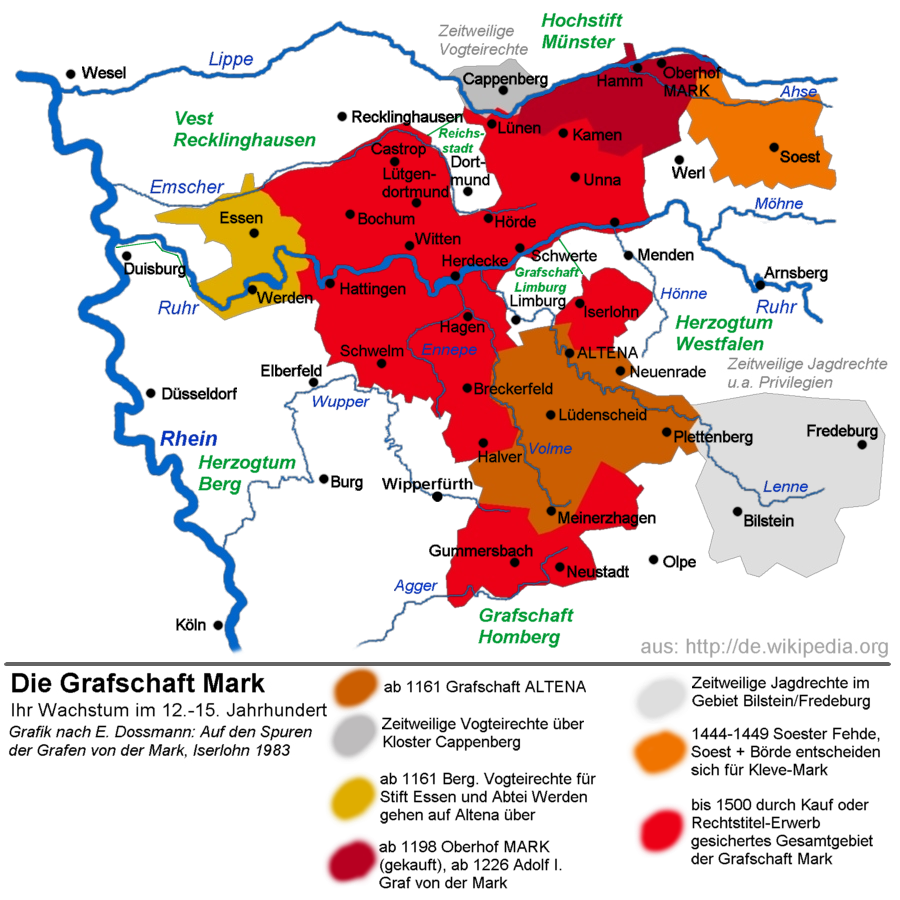
Територія графства Марк у XII—XIV ст.

Наприкінці XIV століття Кельн зумів взяти реванш, коли викупив у останнього, бездітного графа Арнсберг його титул і володіння — на які претендували його головні супротивники в Вестфалії, графи Марк. Ця подія настільки зміцнила позиції кельнських архієпископів, що графство Марк могло в боротьбі з ними втратити свою незалежність. Перелом настав у 1444 році, коли найбільше та найбігатше місто регіону — Зост повстало проти влади Кельна та «прийняло підданство» герцогства Клеве, яке належало графам Марк. У 1447 Зост був узятий в облогу дванадцятитисячною армією архієпископа, але відбив усі атаки. Під час цієї війни Кельн втратив також деякі інші території (Фредебург, Білштайн). Таким чином, після багаторічних суперечок між архієпископством Кельнським та графством Марк за Зауерланд ця територія значною мірою виявилася закріпленою за графством.
Багато міст, розташовані в Зауерланді, були прийняті в торгово-політичний союз Ганза: Брілон, Рютен, Арнсберг, Гезеке, Верль, Аттендорн, Шмалленберг — (в кельнській частині регіону); Ізерлон, Люденшайд, Нойєнраде, Альтена, Плеттенберг — в графстві Марк.
Під час Реформації в XVI столітті розкол між різними частинами Зауерланду ще більше посилився, оскільки графство Марк стало протестантським, у той час як кельнське герцогство Вестфалія залишилося католицьким. Після війни за Юліх-Клевську спадщину (1609—1614) територія графства Марк, як і землі Юліх та Клеве, переходять до Бранденбургу, т.ч. ця частина Зауерланда з часом стає частиною Пруссії. Територія кельнського Зауерланду, після секуляризації земель архієпископства, спочатку була передана Великому герцогству Гессенському, однак після Віденського конгресу, що завершив війни з Наполеоном, також була віддана Пруссії і увійшла до складу прусської провінції Вестфалія.

## Міста і муніципалітети регіону

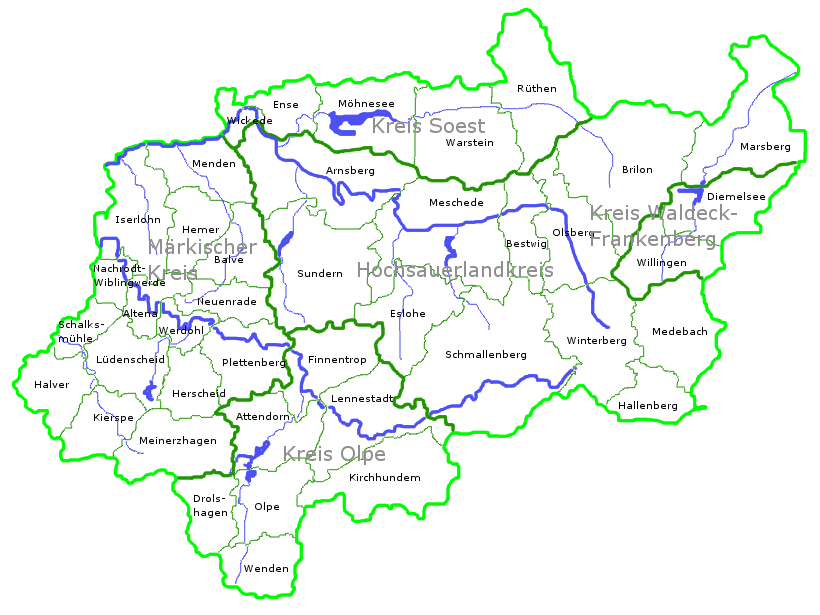

### Гохзауерланд
| - Арнсберг - Брілон - Галленберг - Марсберг - Медебах - Мешеде | - Ольсберг - Шмалленберг - Зундерн - Вінтерберг - Бествіг - Есло |

### Меркіш
| - Альтена - Бальве - Гальвер - Гемер - Гершайд - Ізерлон - Кірспе - Люденшайд | - Майнержаген - Менден - Нахродт-Віблінгверде - Нойєнраде - Плеттенберг - Шалькмюле - Вердоль |

### Ольпе
| - Аттендорн - Дрольшаген - Леннештадт - Ольпе | - Фіннентроп - Кірхгундем - Венден |

### Зост
| - Енсе - Мьонезее | - Рютен - Варштайн |

### Вальдек-Франкенберг
| - Віллінген | - Дімельзее |

## Економіка

Пам'ятник у вигляді апарату для виготовлення сусла біля центрального офісу броварні Warsteiner, 2006 р.

### Промисловість
Частина Зауерланду, особливо його рівнинна територія, є промисловим районом, що склався історично. Наявність залізної руди та велика кількість деревини й води забезпечили розвиток виробництва чавуну ще задовго до початку індустріалізації Рурської області та видобутку вугілля.
У теперішній час залишилася лише незначна частина колись потужного комплексу важкої промисловості. Виробництво дротів, яке, як і раніше, має важливе значення для економіки регіону, розміщене в Альтені. Також функціонує ряд невеликих підприємств в інших частинах регіону. Розвинене приватне броварство — в Ізерлоні, а також у Варштайні, де знаходиться найбільша приватна броварня у Німеччині.

### Туризм

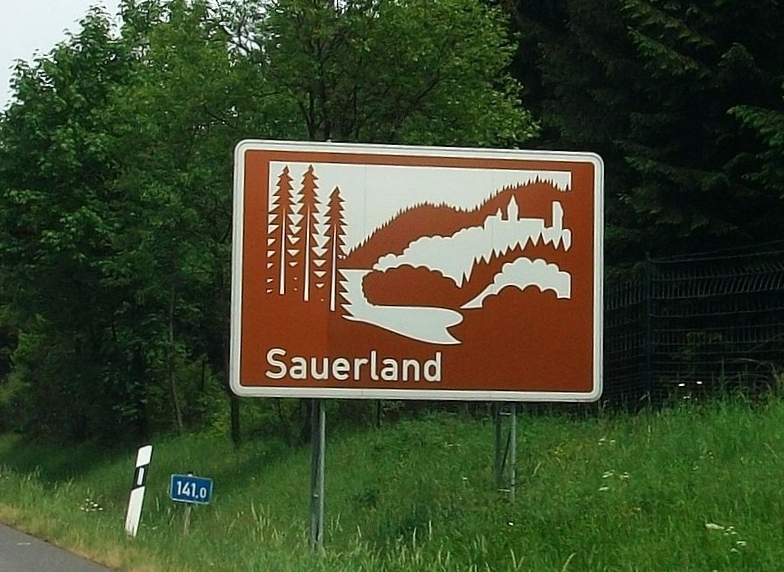
Туристичний знак «Sauerland», Ольпе

Сьогодні Зауерланд є популярним туристичним районом, який відвідує багато гостей з усієї Рурської області та відносно близьких Нідерландів.
Ліси та мальовничі містечка привабливі для туризму та занять спортом на свіжому повітрі. У регіоні існує більше як 30 000 км піших туристичних маршрутів, розроблених Асоціацією пішого туризму Зауерланду. Деякі міста мають статус спа-курортів завдяки чистому повітрю та сприятливому клімату. Зимові види спорту дуже популярні в Зауерланді. Так, місто Вінтерберг широко відоме своєю трасою для бобслею не лише в Німеччині, але й поза її межами. Також відомим центром зимових видів спорту (стрибки з трампліна) є Віллінген.
Однією з найбільших доісторичних печер Європи є печера Бальве, що знаходиться в однойменному місті.
Туристичні місця Зауерланду:
- Вінтерберг — центр зимових видів спорту (траса для бобслею, трампліни, гірськолижні траси, стадіон для біатлону)
- Шмалленберг (туристичні маршрути, гірський велоспорт, гірськолижні траси, біатлон)
- Віллінген
- Узельн
- Брухгаузен (пам'ятка природи «Брухгаузен Стайне»)

### Транспорт
До Зауерланду можна дістатися автомобілем або залізницею. З Кельну (автобаном № 4) або Дортмунду (автобаном № 46) переїзд займає близько однієї години, від Касселя та Франкфурту — близько чотирьох годин.
Найбільшим залізничним вузлом регіону є станція Ізерлон. Найближчий комерційний аеропорт знаходиться в Дортмунді.

## Визначні місця

### Природні місця
Зауерланд характеризується низькою гори з букові та смерекові ліси. Змішаний ліс, інші листяні і хвойні ліси рідкісні в Sauerland. Через багатьох гір, його іноді називають землею тисячі гір називається. У період з 1961 по 1965 рік кілька областей були природні парки повідомляється. На півночі лежить між Рурі і Möhne Арнсберг Лісовий заповідник . Природний парк Rothaargebirge поширюється по Верхній Зауерланд, Вітгенштейна, і частини південних Зауерланд і Зігерланд. У трикутнику Sorpe, курки і Sauerland гори Lenne знайти парк Homert природи . Southwest їх закриває парк Ebbegebirge далі. Між Brilon і Marsberg є Diemelsee природного парку в районі кордону з Гессе Вальдек-Франкенберг .
У січні 2007 року ураган Кирило лівої в першу чергу в хвойні ліси значної шкоди, порушуючи вітру. Із загальної площі Hochsauerlandkreises, коло Märkischer і коло Olpe та громад Ense, Möhnesee, Рютен, Warstein (всі Soest), Diemelsee і Віллінген (височини) (як в Вальдек-Франкенберг) був Частка лісів у 2010 році, трохи більше 50 відсотків. [21] [22] порівнювали з площі лісів загальнонаціональної 30,1 відсотка (2009), [23], в землі Північний Рейн-Вестфалія 25,6 відсотка.
У вапнякових районах північної Зауерланд, Є безліч карстових печер, деякі з яких печери були розроблені і можуть бути відвідані. Один з найбільших в Німеччині, Атта печері в Attendorn . Більш Печери Показати є Dechenhohle в Ізерлон, Генрі печері в Hemer, Reckenhöhle в Balve і Bilsteinhöhle в Warstein . Інші важливі Geotopes є Bruchhauser каменів і морських скель в Hemer.
На південь від Bestwig є Plästerlegge, найвищий водоспад в Північній Рейн-Вестфалії.
Для життя тварин і рослин, Зауерланд має національне значення. У номері є Rothaargebirge Вінтерберг, Olsberg і Brilon найвищої височини, з келерових Астенія і навколишнього середовища, висока здоров'я Нойер Хаген . Ось через особливих кліматичних ситуації і висотах понад 800 футів деяких видів тварин і рослин, лише поява у Північному Рейні-Вестфалії . альпійських Milchlattich (Cicerbita Alpina), альпійські clubmoss (Diphasiastrum Alpinum) і twoflower фіолетовий (Віола biflora) тут згадати. Крім того, вапняк області плато Briloner з лугу на Kalkkuppen мають унікальну рослинність. Спеціальні функції, як чебрець вовчка (Orobanche Альба) і степу фенхеля (Seseli annuum) називається. Іншою особливістю є карстові джерела Alme з його унікальною рослинністю і появи трави Піренейського цинги (Cochlearia pyrenaica). Medebacher затока так само європейські пташиний заповідник (ключовий орнітологічної території) повідомили. Зокрема, значні виникнення сорокопуд, Звичайний жулан і Whinchat допомогли. Простору Марса Бергер з області Diemel через великі луки з вапняними Zechsteinuntergrund відомі далеко за кордону. Також відомо, морських скель в Hemer, що випливають із факту, що вже існуючий пейзаж печери впала.
Ці екскурсії також для жителів Рурської області і з Голландії користуються популярністю у багатьох гребель, які були побудовані в основному для водопостачання міст. Sorpesee на Зундерн площа міських, Hennesee на околиці Meschede і Bigge між району та району Olpe Märkischen вважаються найпопулярнішими. Після Mohne і Diemelsee навіть сусідніми громадами були названі. Для цих озер, в основному, хороші туристичної індустрії з ресторанами і відпочинку створений для відпочинку.
Для збереження культурного ландшафту з високим рівнем біорізноманіття продовжується в Hochsauerlandkreis зокрема асоціації охорони природи та збереження птахів у Hochsauerlandkreis (VNV) один. Продовжити своє існування в окремих округах біологічних станцій, які фінансуються за рахунок держави.